# Mathilde I xứ Boulogne
Mathilde I xứ Boulogne (tiếng Pháp: Mathilde I de Boulogne; tiếng Anh: Matilda I of Boulogne; k. 1105 – 3 tháng 5 năm 1152) là Nữ Bá tước xứ Boulogne từ năm 1125 và là Vương hậu Anh từ khi chồng là Stephen lên ngôi vào năm 1135 cho đến khi qua đời vào năm 1152. Mathilde ủng hộ Stephen trong cuộc đấu tranh giành ngai vàng Anh trước người chị em họ chung là Hoàng hậu Matilda. Bà cũng đóng một vai trò năng nổ khác thường đối với một người phụ nữ vào thời điểm Stephen bị bắt, và chứng tỏ mình là một vị tướng đắc lực khi đã buộc Hoàng hậu Matilda phải thả Stephen. Theo thỏa thuận giải quyết cuộc nội chiến, các con của Mathilde không được thừa kế ngai vàng nước Anh, và ba người con còn sống của bà là Eustache IV, Guillaume I và Marie I đều lần lượt cai trị Boulogne.

## Tiểu sử
Mathilde sinh ra ở Boulogne, Pháp, là con gái của Bá tước Eustache III xứ Boulogne và Mary của Scotland, con gái của Malcolm III của Scotland và Margaret của Wessex. Thông qua bà ngoại, Mathilde là hậu duệ của các vị vua Anglo-Saxon Anh.

## Nữ Bá tước xứ Boulogne
Năm 1125, Mathilde kết hôn với Stephen xứ Blois, Bá tước xứ Mortain, người sở hữu một vùng đất lớn ở Anh. Khi cha của Mathilde thoái vị và lui về tu viện cùng năm đó, nó được gắn liền với Boulogne tương tự như lãnh địa ở Anh mà Mathilde được thừa kế.
Sau cái chết của Eustache III, Mathilde và chồng trở thành người đồng cai trị Boulogne. Mathilde hạ sinh hai người con, một trai và một gái dưới thời trị vì của Henry I của Anh, người đã cấp cho họ nơi cư trú tại London. Người con trai được đặt tên là Baldwin, theo tên chú của Mathilde là Baldwin I thành Jerusalem, còn con gái được đặt tên là Matilda. Baldwin qua đời khi còn nhỏ và Matilda trẻ tuổi cũng được cho là đã qua đời khi còn nhỏ, mặc dù sống đủ lâu để được gả cho Waleran de Meulan, Bá tước xứ Worcester.

## Vương hậu nước Anh
Sau khi Henry I qua đời vào năm 1135, Stephen vội vã đến Anh, tận dụng lợi thế kiểm soát các cảng biển gần nhất của Boulogne và lên ngôi vua, đánh bại đối thủ là Hoàng hậu Matilda. Mathilde vào thời điểm đó đang mang thai nặng và đã vượt qua eo biển Manche sau khi sinh con trai là Guillaume, người sau này sẽ kế vị tước hiệu bá tước xứ Boulogne. Mathilde lên ngôi vương hậu vào lễ Phục sinh ngày 22 tháng 3 năm 1136.
Mathilde là người ủng hộ Hiệp sĩ Đền Thánh. Bà thành lập Đền Cressing ở Essex vào năm 1137 và Đền Cowley ở Oxford vào năm 1139. Giống như người tiền nhiệm là Matilda của Scotland, bà có mối quan hệ chặt chẽ với Tu viện Ba Ngôi tại Aldgate. Mathilde đã chọn tu viện trưởng làm cha giải tội của mình và hai đứa con của bà cũng được chôn cất tại đây.
Trong cuộc nội chiến diễn ra sau đó, được gọi là Thời kỳ nội loạn, Mathilde là người ủng hộ mạnh mẽ nhất của Stephen. Khi nước Anh bị xâm lược vào năm 1138, bà đã triệu tập quân đội từ Boulogne và đồng minh là Vlaanderen, đồng thời bao vây thành công Lâu đài Dover rồi tiến về phía bắc tới Durham, nơi bà lập một hiệp ước với David I của Scotland vào năm 1139.
Sau khi Stephen bị bắt trong Trận Lincoln năm 1141, Mathilde đã tập hợp lực lượng ủng hộ nhà vua và gây dựng một đội quân với sự giúp đỡ của Willem xứ Yper. Trong khi Hoàng hậu Matilda đợi ở Luân Đôn để chuẩn bị đăng quang, Mathilde và em trai của Stephen là Henry xứ Blois đã đuổi Hoàng hậu ra khỏi thành phố. Hoàng hậu Matilda tiếp tục bao vây Henry xứ Blois tại Winchester, và Mathilde sau đó chỉ huy quân đội tấn công những kẻ bao vây. Một cuộc tháo chạy đã xảy ra, trong đó người anh cùng cha khác mẹ của Hoàng hậu là Robert xứ Gloucester đã bị bắt lại. Hoàng hậu Matilda và Mathilde sau đó đồng ý trao đổi tù nhân và Stephen lại quay trở lại ngôi vua.
Vào năm 1147, Mathilde thành lập Quỹ Vương thất Thánh Katharine, tổ chức vẫn tồn tại cho đến ngày nay.
Mathilde qua đời vì một cơn sốt vào tháng 5 năm 1152 tại Lâu đài Hedingham, Essex, Anh và được chôn cất tại Tu viện Faversham do chính bà và Stephen thành lập.

## Con cái
Stephen và Mathilde có tổng cộng năm người con, trong đó có ba con trai và hai con gái:
Con trai:
- Eustache IV, Bá tước xứ Boulogne, kết hôn với Constance của Pháp, không có con
- Baldwin xứ Boulogne (qua đời trước năm 1135)
- Guillaume I, Bá tước xứ Boulogne, Bá tước xứ Mortain và Boulogne và Bá tước xứ Surrey, kết hôn với Isabel de Warenne, không có con

Con gái:
- Matilda xứ Boulogne, kết hôn với Waleran de Beaumont, Bá tước thứ 1 xứ Worcester, không có con
- Marie I, Nữ Bá tước xứ Boulogne, kết hôn với Mathieu xứ Alsace, có con